# اوستاس مالینز
اوستاس مالینز (انگلیسی: Eustace Mullins; ۹ مارس ۱۹۲۳ – ۲ فوریهٔ ۲۰۱۰) یک نویسنده، یهودستیز و انکارکننده هولوکاست اهل ایالات متحده آمریکا بود. بیشتر شهرت او به خاطر کتاب وی به نام «اسرار فدرال رزرو» است. او گاهی یکی از مهمترین تئوریسینهای توطئه نامیده شده است.

## زندگی‌نامه
اوستاس مالینز در ویرجینیا به دنیا آمد. پدر او یک فروشنده لباس بود. او در دانشگاه‌های واشینگتن و لی، نیویورک و دانشگاه داکوتای شمالی تحصیل کرد.
در سال ۱۹۴۲ او وارد ارتش آمریکا شد. او در زمان جنگ جهانی دوم ۳۸ ماه خدمت کرد. در سال ۱۹۴۲ مالینز در زمانی که در واشینگتن کار می‌کرد با عزرا پاند آشنا شد. پاند در این زمان در بیمارستان روانی سنت الیزابت بستری بود. بر اساس گفته مالینز، این پاند بود که او را تشویق به تحقیق در مورد فدرال رزرو نمود.
او در سال ۱۹۵۰ شروع به تحقیق در کتابخانه کنگره نمود و به کمک سناتور مک کارتی سعی در یافتن توطئه‌های کمونیستی داشت. او در سال ۱۹۵۲ بعد از اینکه کتاب خود را چاپ نمود از کتابخانه کنگره اخراج شد.
او از سال ۱۹۵۴ شروع به نوشتن مقالات در نشریه کامون سنس نمود. او در این زمان دومین کتاب خود در مورد فدرال رزرو به نام توطئه فدرال رزرو را در سال ۱۹۵۴ نوشت.

## آثار

### اسرار فدرال رزرو
در دهه ۱۹۴۰ مالینز با عزرا پاند در بیمارستان روانی سنت الیزابت دیدار می‌کرد. در این زمان مالینز شروع به نوشتارهای ضد یهودی کرد. مالینز در مقدمه کتاب اسرار فدرال رزرو می‌نویسد که او در سال ۱۹۴۹ با عزرا پاند دیدار می‌کرده است. در یکی از این دیدارها عزرا پاند به او می‌گوید که در مورد فدرال رزرو چیزی شنیده است. مالینز پاسخ می‌دهد که چیزی نمی‌داند و پاند به او می‌گوید که به نوشتار بر روی پول خود دقت کند و به کتابخانه کنگره رفته و در مورد فدرال رزرو تحقیق کند.
مالینز ابتدا علاقه چندانی به این داستان نداشت؛ ولیکن بعد از تحقیق در این مورد به این نتیجه رسید که یک تئوری توطئه بزرگ در ایجاد فدرال رزرو نقش داشته است. او از این زمان تصمیم گرفت به توصیه پاند این داستان را مانند یک کارآگاه دنبال کند.
مالینز اولین کتاب خود در مورد فدرال رزرو را در سال ۱۹۵۲ به پایان برد. او به بیش از ۱۸ ناشر سر زد تا کتاب خود را چاپ کند ولیکن هیچ‌کدام حاضر به چاپ کتاب او نشدند. یکی از ناشران به او گفت که من کتاب تو را دوست دارم ولیکن هیچ‌کس در نیویورک آن را چاپ نخواهد کرد.
در نهایت مالینز موفق شد کتاب خود را به کمک دو تن از دوستان عزرا پاند به نامهای جان کسپر و دیوید هورتون به نام مالینز در مورد فدرال رزرو چاپ کند.
در این کتاب مالینز ادعا کرد که یک توطئه بین پل واربرگ، ادوارد مندل هاوس، وودرو ویلسون، جی. پی. مورگان، بنجامین استرانگ، اتو هرمان کان، خانواده راکفلر و خانواده راتشیلد و سایر خانواده‌های بانکداری اروپایی در ایجاد فدرال رزرو نقش داشته است. مالینز معتقد بود که قانون تأسیس فدرال رزرو در سال ۱۹۱۳ مخالف قانون اساسی آمریکا است و ایجادکنندگان ایالات متحده مخالف تأسیس بانک مرکزی بودند. او معتقد بود که جنگ جهانی اول، سقوط اقتصادی دهه ۱۹۲۰، مشکلات اقتصادی سال ۱۹۲۹ توسط بانکداران بین‌المللی برای سود بیشتر تولید شدند. او همچنین نوشت که توماس جفرسون مخالف سرسخت ایجاد بانک مرکزی بوده است.
در نسخه ۱۹۸۳ این کتاب او اضافه کرد که به نظر او کوهن، لوئب و شرکاء و خانه مورگان در واقع ظاهری برای خانواده بانکداری راتشیلد بودند. او نوشت که هنری شرودر و برادران دالز از هیتلر در رسیدن به قدرت پشتیبانی مالی کردند (این نظر بر خلاف نظر عزرا پاند بود که اعتقاد داشت هیتلر مستقل بوده و علیه بانکداری بین‌المللی می‌جنگیده است). او نوشته است که بیشتر سهام بانکها توسط بانکداران محله شهر لندن مدیریت می‌شود. او از گروه بیلدربرگ انتقاد کرده و آنرا سازمانی بین‌المللی برای پیشبرد منافع خانواده راکفلر و راتشیلد می‌نامد.
مهمترین قابل اثر مالینز در مورد فدرال رزرو این است که بانکداران فدرال رزرو از باد هوا پول تولید کرده و آن را در دفاتر خود وارد می‌کنند و به این وسیله قدرت عجیبی بر بقیه مردم دارند. او می‌نویسد:

### هیتلر و هولوکاست
در مقاله‌ای در سال ۱۹۵۲ مالینز به تمجید از هیلتر برخاست و نوشتارهای ضدیهودی نوشت. در کتابی به نام هولوکاست مخفی مالینز می‌نویسد که امکان مرگ شش میلیون یهودی در هولوکاست وجود نداشته است. او می‌نویسد که هولوکاست داستانی برای پوشش هولوکاست واقعی که کشتن مسیحیان توسط یهودیان کمونیست در شوروی است می‌باشد. مالینز می‌نویسد داستان هولوکاست در دهه ۱۹۶۰ برای پوشش جنایتهای یهودیان کمونیست در شوروی علیه مسیحیان ایجاد شد.

### یهودی بیولوژیک
مالینز در مقاله‌ای به نام یهودی بیولوژیک می‌نویسد که یهودیان قدرتی مخفی در نابودی فرهنگ دنیای غرب هستند. او معتقد است که رابطه یهودیان با کشورها رابطه یک انگل با میزبان خود است.

### نظم جهانی
مالینز در کتاب نظم جهانی دیدگاه‌های یهودستیزانه تری نسبت به قبل اتخاذ می‌کند و یهودیان را مسئول یک توطئه بین‌المللی برای ایجاد دولت جهانی می‌داند. مالینز مانند استاد خود عزرا پاند، مسئله اقتصاد را مهمترین مسئله دیده و یهودیان را مسئول تمامی مشکلات اقتصادی می‌داند. مالینز معتقد است که گروه ایلومیناتی در واقع از یهودیان تشکیل شده است.

## مرگ
مالینز در سال ۲۰۱۰ در جریان یک سخنرانی دچار حمله قلبی شد و در فوریه سال ۲۰۱۰ درگذشت.